# 北村年子
北村 年子（きたむら としこ）は、ルポライター、ノンフィクション作家、ラジオパーソナリティ、自己尊重トレーニング・トレーナー、「ホームレス問題の授業づくり全国ネット」共同代表。滋賀県生まれ、京都府育ち。日本ジャーナリスト専門学校出身。

## 人物
文芸誌・女性誌の編集者を経て、フリーランスのジャーナリストとなる。
『ポップティーン』などの雑誌に執筆。子どもたちに取材し、インタビューをおこない10代の少女200人のアンケートと肉声をまとめたインタビュー集『少女宣言』（長征社、1987年）を執筆、『朝日新聞』紙上で、鶴見俊輔の激賞を受けた。
1989年10月から1990年3月までTBSラジオの深夜放送番組『スーパーギャング』火曜日のパーソナリティをつとめた。聴取者からは「ネンコさん」と親しみをこめて呼ばれた。「ティーンズダイヤル」と銘打ち、主に、中学校生、高等学校生からの電話をもとに番組は構成された。ゲストとして伊藤悟、石坂啓、雑誌編集者などが出演した。番組からは、ミニコミ誌『ろばみみ通信』が創刊され、またTBSラジオ「ティーンズダイヤル」編、『ホントの自分を言っちゃおう 真夜中の伝言』（青春出版社　1990年）も刊行された。
1990年に大阪・釜ヶ崎での越冬活動に参加したのち、各地の「ホームレス」の人たちへの支援活動にかかわりながら、子ども・若者による「ホームレス」襲撃事件を取材し、1997年にルポ『大阪・道頓堀川「ホームレス」襲撃事件――弱者いじめの連鎖を断つ』（太郎次郎社）を出版。
2008年、「ホームレス問題の授業づくり全国ネット」を呼びかけ、共同代表となって立ち上げる。
子どもたちが「ホームレス」問題を理解するための「交流・体験学習プログラム」にも取りくみ、各地の小中高校、大学、専門学校、児童館などで、『「ホームレス」問題とは何か』『いじめ・襲撃――暴力と自尊感情』などの授業も行なっている。
2009年には教材用ＤＶＤ映画『「ホームレス」と出会う子どもたち』を制作。全国の小中学・高校、大学、専門学校、児童館などの教育現場で広く活用されている。
さらに、みずからの出産・子育て体験を通して、乳幼児を抱える母親のための連続講座、虐待防止プログラム、子育て・子育ち支援活動に取りくみながら、親や子どもの自尊感情（セルフ・エスティーム）を育むための「自己尊重トレーニング」のトレーナーとして活動。子育て・子育ちにかかわる人びと、保育士、教師、行政・福祉職員、ユース（若者）などを対象にした講演・ワークショップ、子育てサポーターの養成にも力を注いでいる。
2010年、女性や社会的弱者の視点にたった人権活動が認められ、第６回やよりジャーナリスト賞を受賞した。

## 出演

### ラジオ
- スーパーギャング・ティーンズダイヤル（TBSラジオ、1989年 - 1990年)
- 「あなたにあえてよかった」(FMヨコハマ）
- おはよう！ネンコさん (FMヨコハマ、ちょうどいいラジオ内) (2017年4月～2020年9月)

## 著書

### 単著
- 『少女宣言』（長征社）1987
- 『たった5つの冴えたやりかた』プリンセス・プリンセス・インタビュー集（シンコー・ミュージック）1989 ISBN 9784401612727
- 『大阪道頓堀川「ホームレス」襲撃事件―弱者いじめの連鎖を断つ』（太郎次郎社）1997 ISBN 9784811806419
- 『おかあさんがもっと自分を好きになる本―子育てがラクになる自己尊重トレーニング』（学陽書房） 2003　ISBN 9784313660304　新装版 2006　ISBN 9784313660434
- 『子どもを認める「ほめ方・叱り方」―  愛が伝わる幸せ子育て』（PHP研究所） 2006　ISBN 9784569646480
- 『「ホームレス」襲撃事件と子どもたち―いじめの連鎖を断つために』（太郎次郎社エディタス）2009 ISBN 9784811807287（1997年の著作に、以降10年の情況、教育の取り組みなどを加筆した増補版）
- 『ま、いっかと力をぬいて 幸せなママになるレッスン』（赤ちゃんとママ社）2012 ISBN 9784870140745（イラスト・柚木ミサト）
- 『子どもに「ホームレス」をどう伝えるか―いじめ・襲撃をなくすために』（一般社団法人ホームレス問題の授業づくり全国ネット、太郎次郎社エディタス）2013 ISBN 9784811840710

### 編著
- 『現代のエスプリ　10代の言い分』(至文堂)

### 共著
- 『生きることの発見—いま、若者たちに伝えたいこと（１）』(NPO法人フリースペースたまりば)
- 『貧魂社会ニッポンへ　釜ヶ崎からの発信』(アットワークス)
- 『戸籍から「個籍」へ』（ゆじょんと）
- 『いじめ　今、親にできること』（木馬書館）

### 解説執筆
- 『ホームレス暴行死事件—少年たちはなぜ殺したのか』(吉田俊一著・新風舎)